# C. W. Ceram
C. W. Ceram seudónimo de Kurt Wilhelm Marek (Berlín, 20 de enero de 1915 - Hamburgo, 12 de abril de 1972), fue de joven un periodista político y un crítico literario alemán, pero luego fue muy conocido por sus obras de divulgación sobre arqueología, especialmente por su libro Dioses, tumbas y sabios.

## Trayectoria
Kurt Wilhelm Marek nació en Berlín. Tras ciertas peripecias políticas de su juventud, poco halagadoras, eligió en 1945 firmar sus obras con el anagrama 'Ceram', invirtiendo el orden de las letras de su apellido Marek (Keram), seguramente para disfrazar o borrar en lo posible su conocido trabajo como propagandista del III Reich. 
De hecho, Marek fue alistado en 1938, a los 23 años, y estuvo como reportero en Polonia, la Unión Soviética, Noruega e Italia. En todo caso, durante la Segunda Guerra Mundial, Marek sirvió en una Propagandakompanie, esto es, fue miembro de las tropas de propaganda de Hitler (Propagandatruppe), y publicó por entonces sus libros belicistas Wir hielten Narvik, en 1941, y Rote Spiegel - überall am Feind. Von den Kanonieren des Reichsmarschalls, en 1943. Fue herido en la Batalla de Montecassino y hecho prisionero, no mostrando desde entonces, al menos en apariencia, esas viejas huellas nazis.
En 1947 se trasladó temporalmente a los EE. UU. Regresó enseguida y estuvo siempre conectado con Alemania, donde trabajó, y murió no muy mayor en Hamburgo (1972). Comenzó su carrera como divulgador en 1949, sobre todo en el terreno de la arqueología; fue muy conocido por sus volúmenes al respecto. Además, C.W. Ceram logró altos cargos: pronto fue director de publicaciones de la editorial Ernst Rowohlt (1945–1952), y llegó a ser redactor jefe de Die Welt.

## Arqueólogo aficionado
En el ejercicio del periodismo, Ceram tuvo varios intereses. Se había introducido ya de joven en la epigrafía y escribió un ensayo titulado  Sobre el desciframiento de un escrito desconocido, en el Berliner Illustrierte, en 1935. Pero fue durante su cautiverio por los americanos en Italia cuando tuvo ocasión de leer muchos libros sobre arqueología en inglés. 
Como resultado de sus conocimientos adquiridos, publicó en 1949 Dioses, tumbas y sabios (Götter, Gräber und Gelehrte), una historia de la arqueología y sus desarrollos que le hizo famoso en todo el mundo. Este libro popular, divulgativo, se tradujo a veintiocho idiomas, alcanzó los cinco millones de ejemplares vendidos, y sigue reimprimiéndose en la actualidad. 
El lector del libro acompaña con ese relato a Winckelmann en las primeras excavaciones, participa de las dudas de Champollion o llega hasta la cámara mortuoria de Tutankamón con Howard Carter, entre otras aventuras y hallazgos. Sobre todo, Ceram quiere subyugar al lector pintando un fresco colorido, pintoresco, basado en informaciones plurales, aunque como dice en la introducción, "este libro no tiene ambición científica alguna".   
Otras obras conocidas del periodista, a la busca de llamadas primeras poblaciones, son El secreto de los hititas y El primer americano, sobre los nativos de América. Además, escribió Yestermorrow: Notes on Man's Progress (1961) y Hands on the Past: The Pioneer Archaeologists Tell Their Own Story (1966), todas ellas con su seudónimo Ceram.

## Sobre cine primitivo
En paralelo, Ceram siempre tuvo curiosidad por la historia del cine inicial. Escribió un primer trabajo en 1938 y a continuación se entrevistó con Max Skladanowsky y Oscar Messter en Berlín, así como con Louis Lumière, en París. Después de la guerra, prosiguió esas indagaciones paralelas, en el Instituto Alemán de Arte Cinematográfico, en el Instituto Británico del Cine, en la Cinemateca Francesa, de París, y en el Museo de Arte Moderno (MOMA), de Nueva York, según dijo el autor. Con distintos materiales, publicó una Arqueología del cine, en Alemania e Inglaterra, traducida al español. Es un texto breve, simple, comprensible y muy ilustrado; éstas son sus características esenciales.

## Una mujer en Berlín
Además de ello, Kurt W. Marek regresó con su propia firma, y fue el responsable de la publicación en América así como del epílogo del libro anónimo Una mujer en Berlín, en 1954, que el autor puso empeño en editar, y que no tuvo nada de éxito entonces en Alemania (el texto inglés se tradujo en Suiza, en 1959). Marek afirmaba que era un raro documento manuscrito, y que conocía a la autora desde hacía años y que además vivía cerca de su casa. Señalaba que visitó su casa en 1946 y habló con sus vecinos, antes de dirigirse personalmente a ella y saber de su diario. 
Una mujer en Berlín se presenta como unas notas verídicas de una mujer burguesa, que no estuvo en organizaciones del régimen, dice. Narra ahí con frialdad y suma distancia los abusos sobre una berlinesa y sus conocidas por miembros rasos del Ejército Rojo, tras entrar éstos en la capital alemana al final de la guerra, entre el 20 de abril y el 22 de junio de 1945, momento en que se restablece relativamente pronto el orden público. 
Marek indica en el epílogo que adjuntó a la primera edición en inglés, traducido asimismo al castellano, que la autora le confió esos cuadernos suyos. Esa mujer habría sido reportera en la Unión Soviética, y por lo que él dice sería conocedora del ruso (como el mismo Marek) y de la literatura en general: su prosa le suena, entre otros, a Knut Hamsun, Henry Miller o incluso a Louis-Ferdinand Céline, quien se acercó como el primero a los nazis, y en un momento afirma ella, por cierto, que en 1945 leía a Rilke, Goethe y Hauptmann, pues "es un consuelo saberlos nuestros, de nuestra especie".
Ciertos aspectos ofrecen también dudas en este libro implacable ante el "apocalipsis rojo", según dice Marek: desde luego su facilidad de escritura, muy propia de este y de sus juicios sobre la historia, así como su intención política indirecta; además, su control o bien su manipulación como editor resultan incontrastables. Al narrar esa "venganza de los vencedores" —"ajuste de cuentas", como dijo ella, según Marek— el editor no ofrece otras referencias fundamentales para el destino de otros "millones de mujeres" —las de los países lindantes con Alemania, o las de la población alemana excluida de sus derechos— que se vieron afectadas por al menos idéntica violencia sexual.
Lo que ocurrió en las postrimerías de la Segunda Guerra Mundial fue eco de la brutal invasión alemana durante el lustro bélico que le precedió; y la terrible supervivencia entre los escombros, que está bien reflejada en el texto, no fue sólo el destino de los vencidos, sino también el de cientos de ciudades europeas o rusas destruidas por los bombardeos alemanes y de tantos miles de personas de los campos de concentración, ahora liberados, que habían perdido todas sus posesiones, aunque lograron sobrevivir a una matanza generalizada. La "inhumanidad", palabra empleada por Marek solo para lo descrito por ella, brota del pasado inmediato alemán.
La versión castellana recoge una introducción neutra de Hans Magnus Enzensberger, editor del texto, en 2003, tras 50 años de olvido, donde repasa levemente las vicisitudes de estas memorias, sin citar el pasado del autor: este reconocido poeta y ensayista no señala la trayectoria inicial del viejo editor Marek, y afirma que hizo "lo posible por pasar desapercibido" en su juventud (si bien fue miembro activo de las tropas hitlerianas de propaganda y autor de dos libros militantes). Enzensberger señala, eso sí, que ella, "aunque no era del todo consciente de la enormidad del Holocausto, vio claramente que los alemanes habían revertido en sí mismos el sufrimiento que habían infligido a otros". La mujer, al final del texto, escribe: "Hace un momento radiaron otro reportaje de un campo de concentración. Lo monstruoso de todo ello es el orden metódico y la economía: millones de personas convertidas en abono, en relleno de colchones, en jabón, en felpudos de fieltro". Era junio de 1945.

## Libros
- Wir hielten Narvik, 1941, con su nombre, Marek.
- Rote Spiegel - überall am Feind. Von den Kanonieren des Reichsmarschalls, 1943.
- Dioses, tumbas y sabios (Götter, Gräber und Gelehrte, 1949), ya con el seudónimo Ceram, que mantendrá.
- El mundo de la arqueología.
- Provokatorische Notizen, 1960.
- El secreto de los hititas (Enge Schlucht und schwarzer Berg: Entdeckung des Hethiter-Reiches, 1955).
- Yestermorrow: Notes on Man's Progress, 1961.
- Hands on the Past: The Pioneer Archaeologists Tell Their Own Story, 1966
- Arqueología del cine (Eine Archäologie des Kinos, 1965).
- El primer americano (Der erste Amerikaner, 1972).
- Editó, con su nombre real, de Eine Frau in Berlin, 1954, recuperado en 2003.

## Traducciones españolas
- Dioses, tumbas y sabios, Destino (2008) ISBN 978-84-233-4079-8
- El mundo de la arqueología, Destino (2002) ISBN 978-84-233-3420-9
- El misterio de los hititas, Orbis (1985) ISBN 978-84-7634-106-3
- El primer americano: el enigma de los indios precolombinos, Destino (1973) ISBN 978-84-233-0745-6
- Notas provocativas, Destino (1962) ISBN 978-84-233-0101-0
- Arqueología del cine, Destino (1966) ISBN 978-84-233-0096-9
- Editor de Una mujer en Berlín, Barcelona, Anagrama, 2005 y 2013, traducción de Jorge Seca. Hay una primera edición en Buenos Aires, Americana, 1956, traducción de Mario A. Marino y presentado bajo el título ¡Llegaron los Rusos! diario anónimo de una mujer Berlín - 1945